# Alfred Józef Potocki

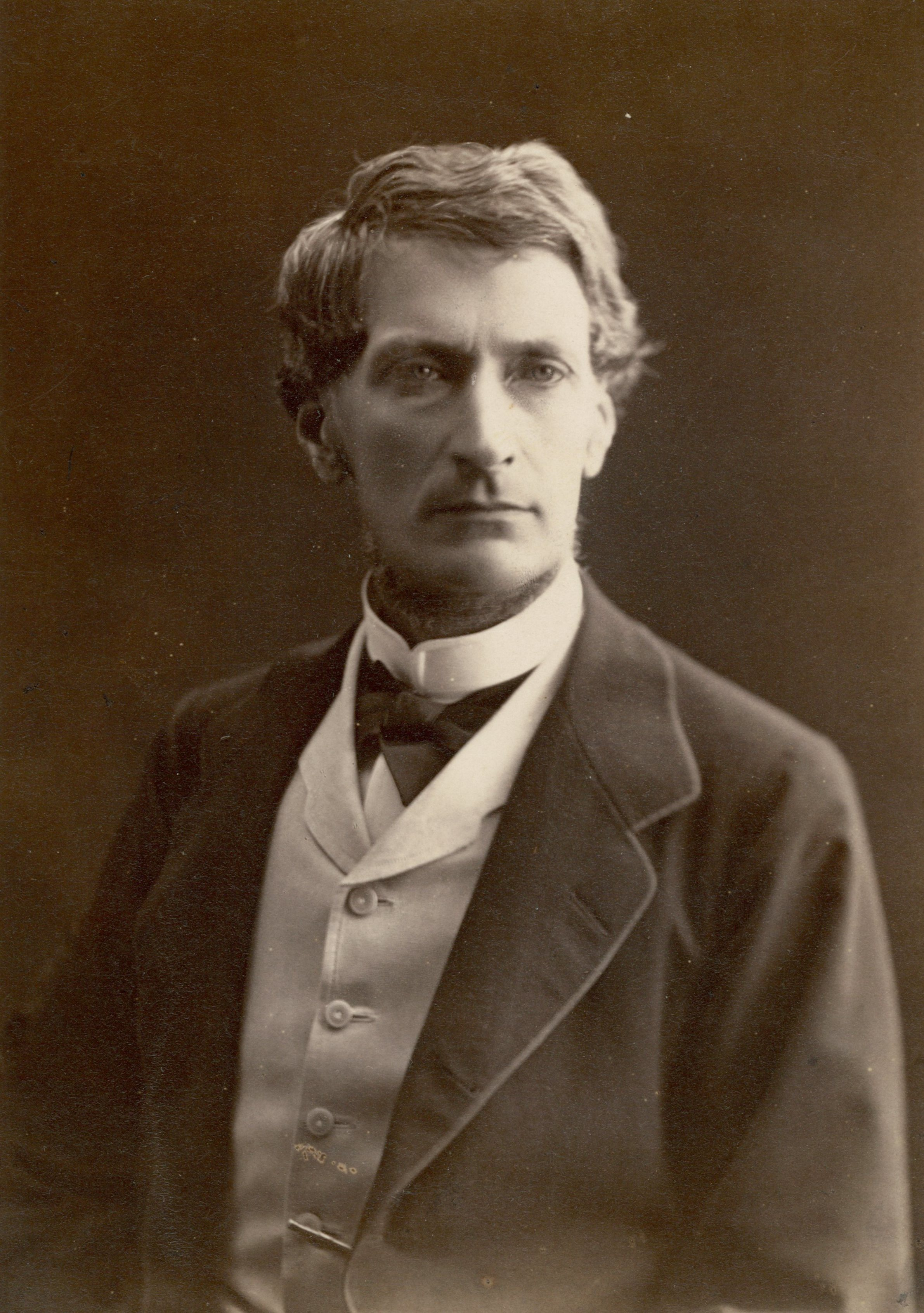
Graaf Potocki

Graaf Alfred Józef Potocki von Pilawa (Łańcut, 29 juli 1817 of 1822 - Parijs, 18 mei 1889) was een Pools edelman en minister-president van Cisleithanië, de Oostenrijkse rijkshelft van Oostenrijk-Hongarije.

## Biografie
Hij was een telg uit het Poolse adelsgeslacht Potocki en zijn moeder stamde uit het vorstengeslacht Czartoryski. Hij was een kleinzoon van de schrijver Jan Potocki. Al in 1848 was hij afgevaardigde in de Weense Rijksdag. Hij trad in diplomatieke dienst en werd in 1861 benoemd tot erfelijk lid van het Herenhuis, het Oostenrijkse hogerhuis. Van 1863 tot 1869 was hij lid van de landdag van Galicië-Lodomerië en van 1875 tot 1877 was hij landmaarschalk van Galicië-Lodomerie, een functie die ook het voorzitterschap van de landdag inhield.
Van december 1867 tot januari 1870 was hij k.k. landbouwminister, maar legde later dit ambt neer omdat zijn pleidooi voor federalisme geen gehoor vond in de regering. In april 1870 werd hij door de keizer echter tot defensieminister en minister-president van een ambtenarenregering benoemd. Tijdens zijn ambtstermijn werd het concordaat met de Heilige Stoel ondanks zijn voorbehoud opgezegd. Tevergeefs probeerde hij tot een federaal compromis binnen Cisleithanië te komen. Aangezien het hem niet lukte om de medewerking van de Tsjechen te verwerven in de Rijksraad, trad hij in februari 1871 af.
Van 1875 tot 1883 was Potocki vervolgens statthalter (keizerlijk gouverneur) van Galicië-Lodomerië. Als conservatief-liberale monarchist steunde hij niet enkel het rijksconcept van keizer Frans Jozef I, maar pleitte hij ook voor een vreedzame oplossing van het toenemende Pools-Oekraïense conflict. Op zijn landgoederen in zijn geboortestreek gold Potocki voor een vernieuwer van de landbouwindustrie. Bovendien zette hij zich in voor de versteviging van de positie van cultuur en wetenschap.
Beust · K. von Auersperg · Taaffe · Plener · Hasner von Artha · Potocki · Hohenwart · Holzgethan · A. von Auersperg · Stremayr · Taaffe · Windisch-Graetz · Kielmansegg · Badeni · Gautsch von Frankenthurn · Thun ·  Clary-Aldringen · Wittek · Koerber · Gautsch von Frankenthurn · Hohenlohe-Schillingsfürst · Beck · Bienerth-Schmerling · Gautsch von Frankenthurn · Stürgkh · Koerber · Clam-Martinic · Seidler von Feuchtenegg · Hussarek von Heinlein · Lammasch